# قمة مبادرة الشرق الأوسط الأخضر 2022
قمة مبادرة الشرق الأوسط الأخضر 2022 هي القمة الثانية لمبادرة الشرق الأوسط الأخضر وعقدت القمة في يوم الاثنين 7 نوفمبر 2022 في مدينة شرم الشيخ بجمهورية مصر العربية بدعوة مشتركة من الرئيس عبدالفتاح السيسي رئيس جمهورية مصر العربية والأمير محمد بن سلمان آل سعود ولي العهد رئيس مجلس الوزراء بالمملكة العربية السعودية.  

## المشاركين
- مصر - الرئيس عبدالفتاح السيسي رئيس جمهورية مصر العربية
- السعودية الأمير محمد بن سلمان آل سعود ولي العهد رئيس مجلس الوزراء
- العراق - الرئيس عبداللطيف ريشد رئيس جمهورية العراق
- موريتانيا - الرئيس محمد ولد الغزواني رئيس الجمهورية الاسلامية الموريتانية
- جيبوتي - الرئيس اسماعيل عمر جيلي رئيس جمهورية جيبوتي
- الكويت – الشيخ مشعل الأحمد الصباح ولي العهد
- البحرين – الأمير سلمان بن حمد آل خليفة ولي العهد رئيس مجلس الوزراء
- الأردن – الأمير الحسين بن عبدالله الثاني ولي العهد
- اليمن - الرئيس الدكتور رشاد العليمي رئيس مجلس القيادة الرئاسي
- السودان - الفريق أول عبدالفتاح البرهان رئيس مجلس السيادة الانتقالي
- فلسطين - الدكتور محمد إبراهيم اشتيه رئيس مجلس الوزراء
- باكستان - شهباز شريف رئيس مجلس الوزراء
- تونس - نجلاء بودن رئيسة الحكومة
- قطر - الشيخ محمد بن عبدالرحمن آل ثاني نائب رئيس مجلس الوزراء وزير الخارجية
- الإمارات العربية المتحدة - الشيخ عبدالله بن زايد آل نهيان وزير الخارجية
- المملكة المتحدة - جيمس كليفري وزير خارجية
- المغرب – ليلى بنعلي وزيرة الانتقال الطاقي والتنمية المستدامة
- عُمان – المهندس سالم بن ناصر العوفي وزير الطاقة والمعادن
- الهند - شيري بوبندر وزير البيئة والغازات والتغير المناخي
- الصين - زاهو ينجمن - نائب وزير البيئة